# Шрок, Ричард
Ри́чард Ройс Шрок (англ. Richard Royce Schrock, род. 4 января 1945 года, Берн, штат Индиана, США) — американский учёный-химик, лауреат Нобелевской премии по химии за 2005 год (совместно с Робертом Граббсом и Ивом Шовеном) «за вклад в развитие метода метатезиса в органическом синтезе».
Член Национальной академии наук США (1992), иностранный член Лондонского королевского общества (2008). 

## Биография
Степень доктора философии получил в Гарварде под руководством Джона Осборна. Свою трудовую деятельность начал в компании «Дюпон». Затем работал в Кембридже с лордом Льюсом. C 1975 года в Массачусетском технологическом институте, где ныне именной профессор химии.
Почётный доктор Сент-Эндрюсского университета (2013).

## Награды
- 1985 — Премия ACS по металлоорганической химии[нем.]
- 1990 — Премия столетия
- 1996 — Премия ACS по неорганической химии[нем.]
- 2005 — Медаль Августа Вильгельма Гофмана[нем.]
- 2014 — Премия Парацельса[нем.]

## Общественная деятельность
В 2016 году подписал письмо с призывом к Greenpeace, Организации Объединенных Наций и правительствам всего мира прекратить борьбу с генетически модифицированными организмами (ГМО).